# Преступники в ночи
«Преступники в ночи» (фр. Le Bar du téléphone) — французский криминальный триллер режиссёра Клода Барроа, вышедший на экраны в  1980 году. Основан на реальных событиях.

## Сюжет
Оскорбив мафиозного босса, гангстер Тони Веронезе тем самым подписал себе смертный приговор. Наемные киллеры врываются в бар, где находится Тони, и расстреливают всех присутствующих, однако тому удаётся остаться в живых. Желая отомстить, Тони собирает группу бандитов-единомышленников, после чего начинается кровавая резня. Все события фильма вымышленные. как явствует из титра в начале фильма. Режиссёр реалистично подал в фильме сцены насилия, поэтому кадры резни в баре смотрятся особенно шокирующе. Фильм стал знаковым дебютом двух французских звёзд: Кристофера Ламберта и Ришара Анконина. Совсем юный Ламберт убедительно сыграл харизматичного лидера хулиганской банды. Фильм отметил своё 30-летие в 2010 году, но является весьма интересным для ценителей кино подобного жанра.

## В ролях
- Даниэль Дюваль — Тони Веронезе
- Франсуа Перье — Комиссар Клод Жуанвиль
- Раймон Пеллегрен — Робер Перес
- Жюльен Гийомар — Антуан Бини
- Джордж Уилсон — Леопольд Кречман
- Валентин Монье — Мария
- Кристофер Ламберт — Поль Франчи
- Ришар Анконина — Бум-Бум

## Саундтрек
Владимир Косма — Le Bar Du Téléphone 1980 OST:
- Le Bar Du Téléphone 4:01
- Les Loubards 2:27
- Lamento 2:05
- You’re Wastin Time 4:23
- L’Hôtel Fournaise 1:38
- Maria Et Véronèse 2:40
- Rock Fame 3:38
- Véronèse 2:00
- Panique 2:00
- L’Attente Implacable 2:07
- Bébé Et Boum Boum 1:03
- L’Amende 1:33
- Le Bar Du Téléphone 2:12